# Laogai

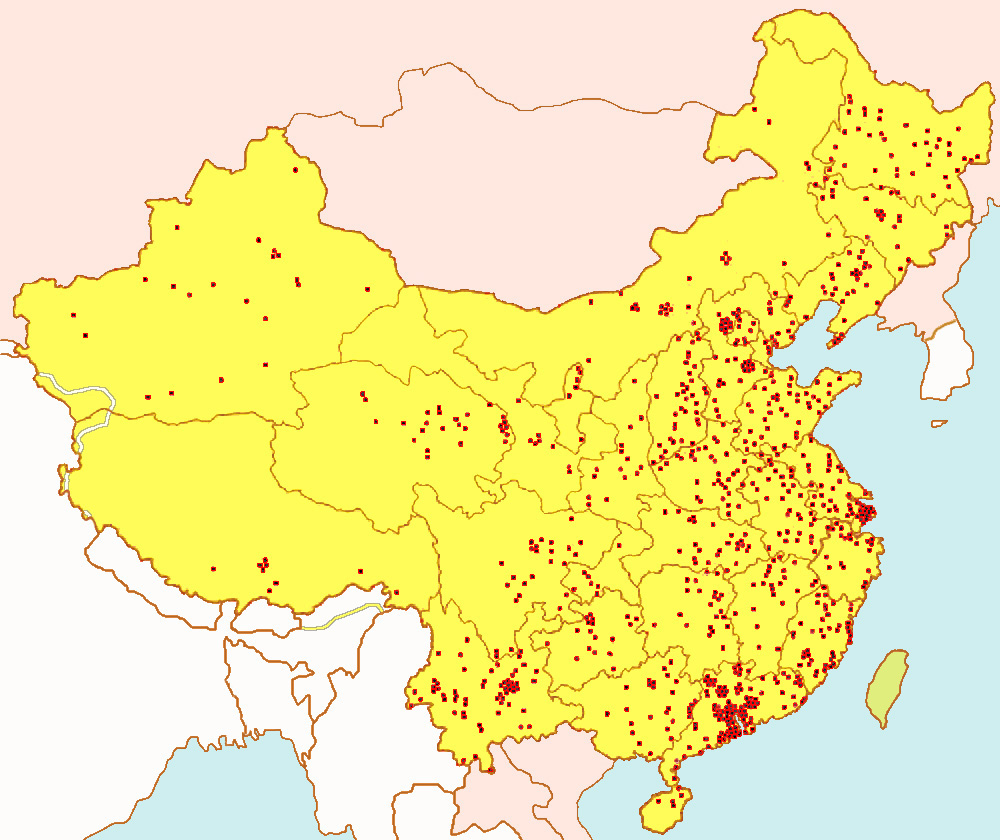
Karta över arbetsläger i Kina.

Laogai är en förkortning av den kinesiska termen Laodong Gaizao (勞動改造), som kan översättas som reform genom arbete. Laogai syftar också, som förkortning i folkmun, på de arbetsläger inom jordbruk eller industri för fångar som började skapas i början av 1950-talet. I slutet av 1970-talet släpptes de flesta av de fångar som hade hamnat här för s.k. politiska brott under kulturrevolutionen. Det har uppskattats att under de senaste 50 åren sändes fler än 50 miljoner människor till laogai-lägren.
År 2006 uppskattade Laogai Research Foundation att det fanns ungefär 1045 laogaiinrättningar i Kina, som håller omkring 6,8 miljoner fångar internerade, fastän det verkliga antalet fångar är osäkert. I en 2009 på Harvard University Press utgiven bok hävdar den i USA verksamme tyske forskaren Klaus Mühlhahn att i Mao Zedongs Kina, “på basis av en försiktig och konservativ uppskattning, var minst fem till sju procent av den kinesiska befolkningen inspärrad i arbetsläger”. Men detta, hävdar han vidare, var bara “toppen på isberget”. Om man inkluderar andra former av frihetsberövande som exempelvis “omskolning genom arbete” (laojiao), hävdar han, “åker proportionen för det totala antalet inspärrade upp till mer än tio procent av befolkningen”. Utgår man från det faktum att Kinas totala befolkning år 1959 uppgick till 672 miljoner människor, så hamnar man här alltså på en siffra på “mer än” 67 miljoner insprärrade. Denna siffra bör jämföras med den som svenska Forum för levande historia kommit fram till inom ramen för projektet Brott mot mänskligheten under kommunistiska regimer, nämligen att “totalt 2 861 000… kineser år 1959 var berövade sin frihet”.

## Historik
Under 1960-talet innehöll kinesiska fängelser ett stort antal människor som ansågs vara alltför kritiska till statsmakterna eller "kontrarevolutionära". Fängelser var organiserade som fabriker. Många som arresterats av politiska eller religiösa skäl frigavs visserligen mot slutet av 1970-talet vid starten av Deng Xiaopings reformer. 1990 övergav Kina termen laogai och betecknade i stället fabrikerna "fängelser". Kinas reviderade lag om Criminal Procedure 1997 satte punkt för en officiell laogai policy, men vissa fängelser i Autonoma regionen Tibet och i Qinghai tillämpar fortfarande påtvingat arbete och innebär att laogai fortsätter som förut.
Anklagelser har framförts om att kinesiska fängelser producerar varor som ofta säljs i utlandet och där vinsten går till kinesiska staten. Produkterna omfattar allt från grönt te till industrimotorer och kol brutet i gruvor.
Enligt forskarna James D. Seymour och Richard Anderson utgör dock dessa varor endast en obetydlig del av fastlandskinas exportutbud och bruttonationalprodukt, och det har anförts att användningen av fängelsearbete för att tillverka inte i sig är ett brott mot de mänskliga rättigheterna och att flertalet fångar i Kinas fängelser är där för vad som allmänt anses som brott i västerlandet. Västlig kritik av laogai handlar inte bara om export av produkter tillverkade av tvångsarbetare, utan även om krav från häktade som hålls för politiska eller religiösa överträdelser, såsom organisation av oregistrerade kinesiska hemmakyrkor. Medan laogai has dragit på sig utbredd kritik för de miserabla förhållandena i fängelserna, hävdar Seymour och Anderson att rapporter är överdrivna och påstår att "even at its worst, the laogai is not, as some have claimed, 'the Chinese equivalent of the Soviet gulag.'"
Socialismens fall har reducerat avkastningen till lokala regeringar och ökat trycket på dessa att försöka fylla ut sina inkomster med hjälp av fängelsearbete. Samtidigt utgör fångar ingen bra arbetskraft och produkterna som produceras av fängelsearbetare i Kina är av extremt låg kvalitet och har blivit osäljbar på den öppna marknaden i konkurrens med varor som framställts av betald arbetskraft.
Lägren har skildrats av flera skribenter, mest initierat kanske av Harry Wu i sina böcker Troublemaker och Laogai. Han tillbringade 19 år från 1960 till 1979 som fånge i dessa läger. I boken Mao: den sanna historien uppskattar Jung Chang och Jon Halliday att kanske 27 miljoner människor dog i fängelser och arbetsläger under Mao Zedongs välde.